# 皮德霍羅德涅 (捷爾諾波爾州)
49°31′59″N 25°31′35″E / 49.53306°N 25.52639°E

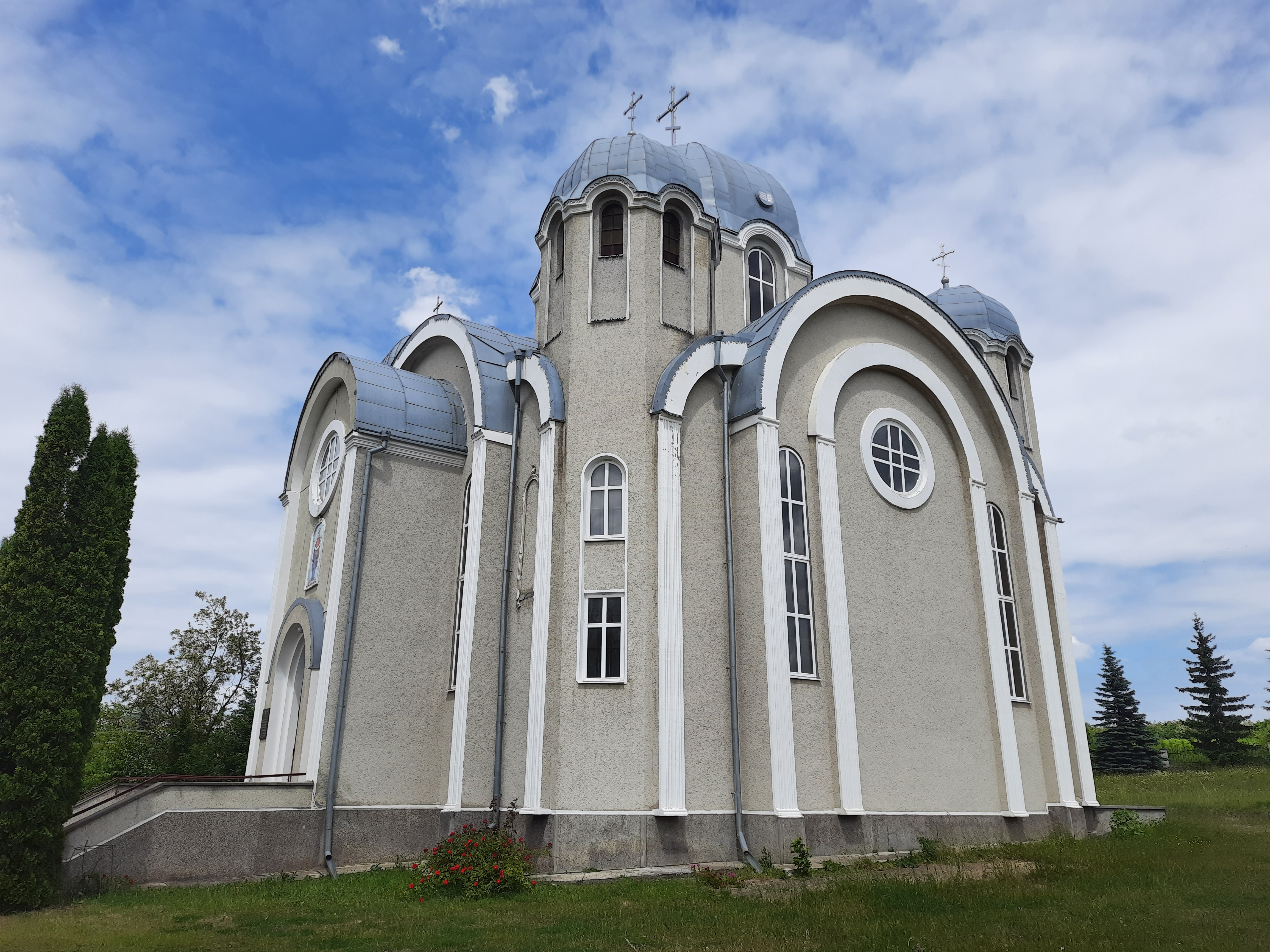
教堂

皮德霍罗德涅（羅馬化：Pidhorodnie），2024年9月前名为皮德霍罗德内（烏克蘭語：Підгородне），是烏克蘭西部捷爾諾波爾州捷爾諾波爾區皮德霍罗德涅市镇的村庄及行政中心。處於多夫然卡河畔，始建於十六世紀，面積3.78平方公里，2001年人口1,304。
2024年9月19日，乌克兰最高拉达将此村的名字改为皮德霍罗德涅。